# Wilfrid Johnson
Wilfrid Alexander Johnson (* 15. Oktober 1885 in London; † 21. Juni 1960 auf der Isle of Wight) war ein britischer Lacrossespieler.

## Erfolge
Wilfrid Johnson war bei den Olympischen Spielen 1908 in London Mitglied der britischen Lacrossemannschaft und spielte auf der Position eines Verteidigers. Neben ihm gehörten außerdem George Alexander, George Buckland, Sydney Hayes, Reginald Martin, Edward Jones, Hubert Ramsey, Norman Whitley, Johnson Parker-Smith, Gerald Mason, Charles Scott und Eric Dutton zum Aufgebot. Nach dem Rückzug der südafrikanischen Mannschaft wurde im Rahmen der Spiele lediglich eine Lacrosse-Partie gespielt, die zwischen dem Gastgeber aus Großbritannien und Kanada ausgetragen wurde. Nach einer 6:2-Halbzeitführung gewannen die Kanadier die Begegnung letztlich mit 14:10, sodass Johnson ebenso wie seine Mannschaftskameraden die Silbermedaille erhielt.
Johnson spielte auf Vereinsebene für den Oxford University Lacrosse Club und den Hampstead Lacrosse Club. Er besuchte zunächst die St Paul’s School in London und anschließend das Balliol College in Oxford. Mehrfach vertrat er The South bei den damals prestigereichen Begegnungen gegen The North. Später war Johnson, von Beruf Buchhalter, auch als Lacrosse-Schiedsrichter tätig. Zwischen 1915 und 1918 diente er während des Ersten Weltkriegs im Royal Naval Volunteer Reserve Service.